# DFS 230
El DFS 230 fue un planeador de asalto alemán operado por la Luftwaffe durante la Segunda Guerra Mundial. Fue desarrollado en 1933 por el Deutsche Forschungsanstalt für Segelflug DFS —Instituto Alemán para el Vuelo a Vela— con Hans Jacobs como principal diseñador. Este planeador era la inspiración alemana del planeador británico Hotspur y estaba destinado a operaciones de asalto de paracaidistas. Transportaba 10 hombres (incluyendo al piloto) con su equipo o una carga de unos 1.200 kg.
Fueron utilizados en los aterrizajes en el Fuerte Eben-Emael (Bélgica) y en Creta, así como en el Norte de África y en la Operación Roble (rescate de Benito Mussolini); también fue usado para abastecer a los defensores del Sitio de Budapest hasta el 12 de febrero de 1945.

## Variantes

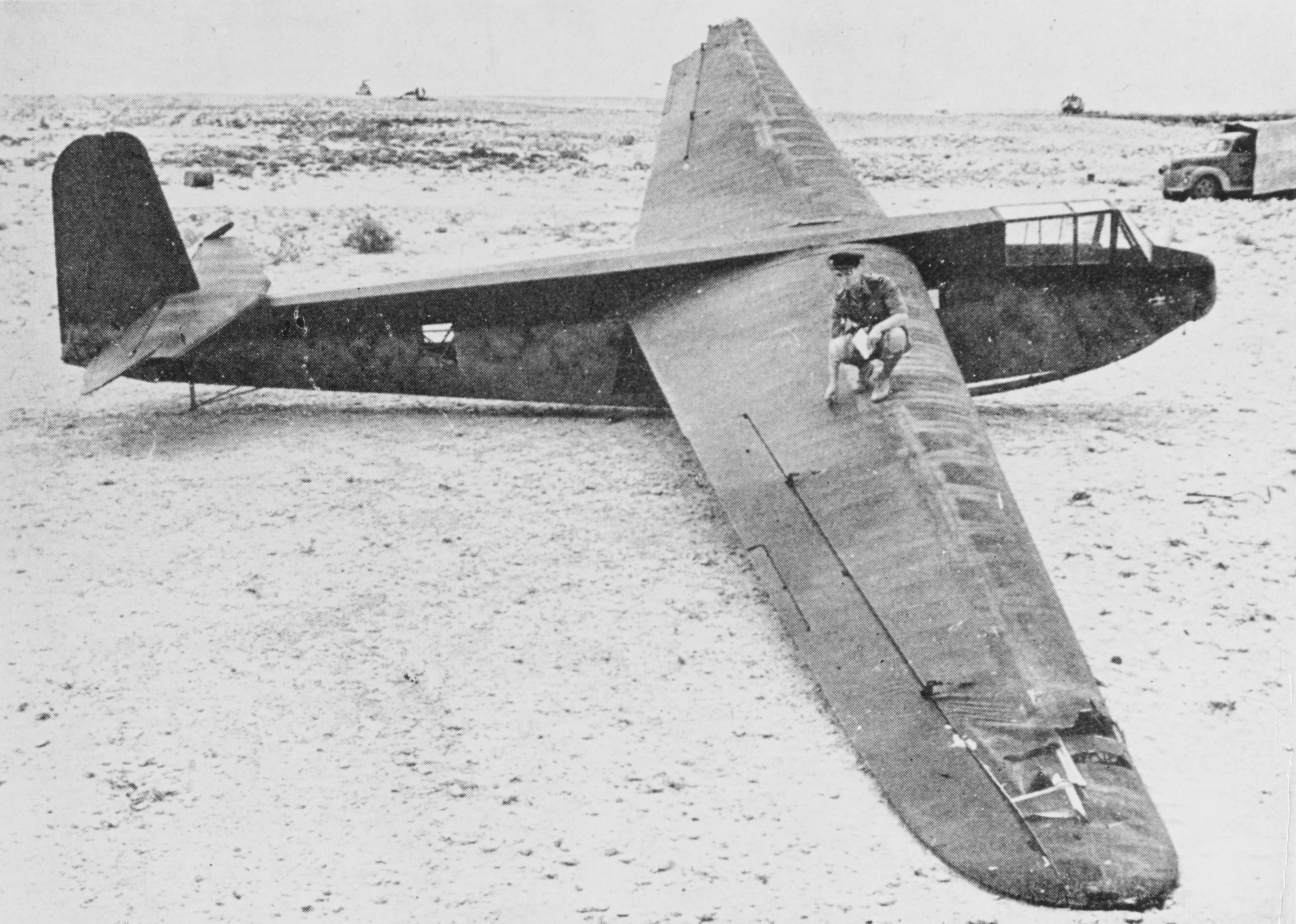

DFS 230 A-1Versión inicial de producción.
DFS 230 A-2A-1 con controles duales.
DFS 230 B-1Con paracaídas de frenado añadido, capaz de portar armamento defensivo (ametralladora MG 34).
DFS 230 B-2B-1 con controles duales.
DFS 230 C-1Última versión de producción, B-1 con cohetes frontales de frenado.
DFS 230 D-1Un prototipo (DFS 230 V6), C-1 con diseño de cohetes de frenado mejorado.
DFS 230 F-1Un prototipo (DFS 230 V7, DV+AV), versión más grande con capacidad para 15 soldados.

## Especificaciones

### Características generales
- Tripulación: Uno (piloto)
- Capacidad: 10 soldados equipados (incluyendo al piloto) + 270 kg
- Carga: 1240 kg
- Longitud: 11,3 m
- Envergadura: 21,1 m
- Altura: 2,8 m
- Superficie alar: 38,1 m²
- Peso vacío: 770 kg
- Peso cargado: 2040 kg
- Peso máximo al despegue: 2100 kg
- Planta motriz:   . cada uno.
- Remolcador típico: Junkers Ju 52/3m

### Rendimiento
- Velocidad máxima operativa (Vno): 161 km/h (a 300 m)
- Carga alar: 53,5 kg/m²
- Descenso planeando: 1,2 m/s

### Desarrollos relacionados
- Gotha Go 242

### Aeronaves similares
- Waco CG-4A
- General Aircraft Hotspur
- Airspeed AS.51 Horsa
- Slingsby Hengist
- Gribovski G-11
- Antonov A-7

### Secuencias de designación
- Sistema de designación aeronaves del RLM: - Fg 227 · DFS 228 · Ho 229 · DFS 230 · Ar 231 · Ar 232 · Ar 233 -

### Listas relacionadas
- Anexo:Aeronaves militares de Alemania en la Segunda Guerra Mundial